# Padrauna
Padrauna, l'antica Pāvā, è una suddivisione dell'India, classificata come municipal board, di 44.357 abitanti, capoluogo del distretto di Kushinagar, nello stato federato dell'Uttar Pradesh. In base al numero di abitanti la città rientra nella classe III (da 20.000 a 49.999 persone).

## Geografia fisica
La città è situata a 26° 54' 9 N e 83° 58' 55 E e ha un'altitudine di 78 m s.l.m..

## Società

### Evoluzione demografica
Al censimento del 2001 la popolazione di Padrauna assommava a 44.357 persone, delle quali 23.271 maschi e 21.086 femmine. I bambini di età inferiore o uguale ai sei anni assommavano a 7.048, dei quali 3.677 maschi e 3.371 femmine. Infine, coloro che erano in grado di saper almeno leggere e scrivere erano 27.515, dei quali 16.155 maschi e 11.360 femmine.